# Пропащие ребята
«Пропащие ребята» (англ. The Lost Boys) — американский художественный фильм 1987 года, сочетающий в себе элементы комедии и фильма ужасов, повествующий о подростках, которые после развода родителей переезжают в Калифорнию из Аризоны, где сталкиваются с бандой байкеров-вампиров.

## Сюжет
После развода Люси Эмерсон и её два сына-подростка Майкл и Сэм приезжают из Финикса в маленький калифорнийский вымышленный город Санта-Карла к чудаковатому отцу Люси, занимающемуся изготовлением чучел. Однако в городке имеются свои проблемы — вроде налётов банды байкеров и необъяснимых исчезновений.
Майкл, старший сын Люси, попадает в банду байкеров из-за своего увлечения Стар — единственной девушкой в банде, что вызывает конкуренцию с их лидером Дэвидом. Дэвид постоянно вовлекает Майкла в различные опасные авантюры — вроде скоростной езды на байке в сторону морского обрыва или висения под железнодорожным мостом, когда по нему идёт поезд. В том числе как-то Дэвид предлагает Майклу перекусить — даёт ему рис, а Майкл видит личинок, в результате чего становится объектом насмешек. После этого Майкл, несмотря на предупреждения Стар, пьёт из странной бутылки, считая, что там вино. Вскоре у него начинают проявляться признаки вампиризма: спит весь день, становится чувствительным к солнечному свету и не отражается в зеркале. Майкл проводит все свои ночи с бандой байкеров, пока они не показывают, что они — действительно вампиры, когда убивают группу подростков на ночном пикнике. Дэвид объясняет Майклу, что он должен питаться, чтобы выжить, но Майкл отказывается убивать и оставляет банду.
В это время его младший брат Сэм знакомится с братьями Эдгаром и Аланом Фрогами, подростками-продавцами комиксов, которые считают себя охотниками на вампиров. Они дают Сэму разные советы, в основном почерпнутые из комиксов.
Люси знакомится с Максом, интеллигентным владельцем магазина видеокассет, который старается сблизиться с ней. Сэм подозревает, что Макс вампир, поэтому, когда он приходит в дом Люси на ужин, Сэм устраивает гостю ряд нелепых тестов, чем вызывает раздражение матери.
Когда Сэм убеждается, что Майкл вампир, то для спасения брата он предлагает убить верховного вампира (которым считают Дэвида), что позволит полувампирам вернуться к обычной жизни. Сэм, Майкл и братья Фроги пробираются в логово вампиров, откуда Майкл выносит Стар и её младшего брата. В это время братья Фроги пытаются убить настоящих вампиров, однако после смерти Марко, самого молодого из вампиров, Дэвид просыпается и обещает вечером расправиться с ребятами. Ночью он и два оставшихся его сподвижника нападают на дом Эмерсонов. Хозяевам приходится обороняться, и достаточно успешно — Нанук, собака Сэма, опрокидывает Пола в ванну со святой водой, отчего тот взрывается, сам Сэм попадает стрелой в сердце Дуэйна. Майклу приходится выдержать поединок с Дэвидом, которого он насаживает на рога, валяющиеся у деда на полке. При этом внешне тело Дэвида остается целым, так как братья Фроги предупреждали, что ни один вампир не умирает одинаково. Однако после смерти всех вампиров нормализации состояния Майкла и Стар не происходит.
В это время к дому подъезжает Люси с Максом. Здесь Макс открывает, что верховный вампир действительно он. И он не собирается отказываться от своего плана по обращению Люси и её детей в вампиров. Однако в этот момент в дом, проломив стену, на джипе въезжает дедушка Эмерсон, который вонзает один из колов в заборе в Макса. Макс взрывается. После этого дедушка берёт из холодильника шипучку и небрежно замечает: «Одного я не мог терпеть в Санта-Карле — этих чёртовых вампиров».

## В ролях
- Джейсон Патрик — Майкл Эмерсон
- Кори Хэйм — Сэм Эмерсон
- Дайан Уист — Люси Эмерсон
- Барнард Хьюз — Дедушка Эмерсон
- Эдвард Херрманн — Макс
- Кифер Сазерленд — Дэвид
- Джейми Герц — Стар
- Кори Фельдман — Эдгар Фрог
- Джеймисон Ньюлендер — Алан Фрог
- Брук МакКартер — Пол
- Билли Уэрт — Дуэйн
- Алекс Уинтер — Марко
- Александр Бэйкон Чэпман — Грег
- Нори Морган — Шелли

## Сборы
После выхода на экраны картина собрала 32 миллиона долларов, что нечасто бывает с фильмами категории R.

## Награды
- В 1987 году фильм получил премию Сатурн как лучший фильм ужасов года.
- Кори Фельдман получил награду как лучший юный актёр в фильме ужасов.

## Влияние
По мнению исследователей Лорен Гудлед и Майкла Бибби, фильм способствовал популяризации готической субкультуры в США, поскольку вампиры, представленные в нём как отрицательные персонажи, вызывали у молодых зрителей намного больше симпатии, чем сравнительно блёклые главные герои. Ту же точку зрения разделяет и журналистка Лииса Ладусёр, автор «Готической энциклопедии», указывающая, что картина сделала вампиров «крутыми» в глазах молодёжи и стала настоящим кинохитом для целого поколения.
Именно колоритные вампиры-байкеры, впервые появившиеся в «Пропащих ребятах», вдохновили разработчиков ролевой игры Vampire: The Masquerade на создание одного из кланов Камарильи — Бруха, агрессивных вампиров-бунтарей и анархистов.
Группа The 69 Eyes написала по мотивам фильма песню Lost Boys и сняла на неё клип, содержащий много отсылок к фильму.

## Продолжение
В 2008 году вышел сиквел «Пропащие ребята: Племя», в котором снялся Кори Фельдман — актёр, игравший Эдгара Фрога.